# The Open Door
The Open Door is het tweede studioalbum van de band Evanescence en kwam uit op 3 oktober 2006. Het album heeft vier singles opgeleverd, Call Me When You're Sober, Lithium, Sweet Sacrifice en Good Enough. Alle liedjes op het album zijn geschreven door onder andere Amy Lee, bij de meeste liedjes werkte ze samen met Terry Balsamo.

## Tracks
1. "Sweet Sacrifice"
2. "Call Me When You're Sober"
3. "Weight of the World"
4. "Lithium"
5. "Cloud Nine"
6. "Snow White Queen"
7. "Lacrymosa"
8. "Like You"
9. "Lose Control"
10. "The Only One"
11. "Your Star"
12. "All That I'm Living For"
13. "Good Enough"

## Singles
Singles met hitnoteringen in de Nederlandse Top 40
|    | Titel                       | Release        | Hoogste positie | Aantal weken |
| -- | --------------------------- | -------------- | --------------- | ------------ |
| 1. | "Call Me When You're Sober" | september 2006 | 9               | 12           |
| 2. | "Lithium"                   | december 2006  | tip*            | -            |
| 3. | "Sweet Sacrifice"           | April 2007     | -               | -            |